# Amy Ryan
Amy Beth Dziewiontkowski (Flushing, Nueva York, 3 de mayo de 1968), más conocida como Amy Ryan, es una actriz estadounidense que ha desarrollado su carrera artística en teatro, cine y televisión. Comenzó sobre el escenario actuando en las obras de Antón Chéjov Las tres hermanas (1997) y Tío Vania (2000), por la que recibió una nominación a los Premios Tony. Logró otras dos nominaciones por Un tranvía llamado Deseo (2005) y La duda (2024).
La popularidad le llegó gracias a las series de televisión The Wire (2003-2008), The Office (2008-2011) y In Treatment (2010), mientras que en cine obtuvo su primer papel importante en Gone Baby Gone (2007), dirigida por Ben Affleck. Por esa actuación recibió nominaciones a los Premios Oscar, Globos de Oro y SAG. También son destacables sus apariciones en Antes que el diablo sepa que has muerto (2007), de Sidney Lumet y junto a Philip Seymour Hoffman, Ethan Hawke, Marisa Tomei y Albert Finney, El intercambio (2008), dirigida por Clint Eastwood y protagonizada por Angelina Jolie y Green Zone, de Paul Greengrass y con Matt Damon.
En lo sucesivo, continuó trabajando mayormente en películas independientes y también algunas grandes producciones de Alejandro González Iñárritu como Birdman (2014) y Steven Spielberg en El puente de los espías (2015). Siguió trabajando en Beautiful Boy (2018) como madre de Timothée Chalamet y ex mujer de Steve Carell y en Late Night (2019), junto a Emma Thompson. En 2020 formó parte de dos películas basadas en hechos reales: Worth, sobre los atentados del 11S, y Chicas perdidas, sobre las desapariciones de prostitutas que se produjeron en un barrio residencial de Long Island.
Con la llegada de la nueva década, Ryan formó parte de la celebrada serie de televisión Only Murders in the Building (2021-2024), protagonizada por Steve Martin y Martin Short, y Sugar, junto a Colin Farrell. Regresó a la gran pantalla de la mano de Ari Aster en Beau tiene miedo (2023), junto a Joaquin Phoenix y Nathan Lane, y acompañó a Brad Pitt y George Clooney en la comedia de acción Wolfs (2024), que se estrenó en el Festival de Venecia.

## Filmografía
- Law & Order (1993)
- Roberta (1999)
- Puedes contar conmigo (2000)
- The Wire (2003-2008)
- Keane (2004)
- La guerra de los mundos (2005)
- Capote (2005)
- Looking for Comedy in the Muslim World (2005)
- Gone Baby Gone (2007)
- Neal Cassady (2007)
- Before the Devil Knows You're Dead (2007)
- Dan in Real Life (2007)
- The Office (2008-2011)
- The Missing Person (2008)
- Bob Funk (2008)
- Changeling (2008)
- Imperial Life in the Emerald City (TBA)
- In Treatment (2010)
- Jack Goes Boating (2010)
- Green Zone (2010)
- Win Win (2011)
- Plan de escape (2013)
- Birdman (2014)
- Monster Trucks (2015)
- Bridge of Spies (2015)
- Don Verdean (2015)
- Escalofríos (2015)
- Un espía y medio (2016)
- The Infiltrator (2016)
- Beautiful Boy (2018)
- Late Night (2019)[1]
- Sólo asesinatos en el edificio (2021)
- Beau tiene miedo (2023)
- Wolfs (2024)

## Premios

### Oscar
| Año  | Categoría               | Película       | Resultado |
| ---- | ----------------------- | -------------- | --------- |
| 2007 | Mejor actriz de reparto | Gone Baby Gone | Candidata |

### Globos de Oro
| Año  | Categoría               | Película       | Resultado |
| ---- | ----------------------- | -------------- | --------- |
| 2007 | Mejor actriz de reparto | Gone Baby Gone | Candidata |

### Premios del Sindicato de Actores
| Año  | Categoría               | Película       | Resultado |
| ---- | ----------------------- | -------------- | --------- |
| 2015 | Mejor reparto           | Birdman        | Ganadora  |
| 2007 | Mejor actriz de reparto | Gone Baby Gone | Candidata |

### Satellite Awards[2]
| Año  | Categoría               | Película       | Resultado |
| ---- | ----------------------- | -------------- | --------- |
| 2007 | Mejor Actriz de reparto | Gone Baby Gone | Ganadora  |